# Чемпіонат Європи з хокею із шайбою серед юніорів 1979
Чемпіонат Європи з хокею із шайбою серед юніорів 1979 — дванадцятий чемпіонат Європи з хокею із шайбою серед юніорів. Чемпіонат пройшов у містах Тихи та Катовиці (Польща) з 31 березня по 6 квітня 1979. Чемпіоном Європи стала юнацька збірна Чехословаччини.

## Група А

### Попередній раунд
Група 1
| Збірна            | 1    | 2    | 3   | 4    | ШЗ/ШП | О |
| ----------------- | ---- | ---- | --- | ---- | ----- | - |
| 1. Чехословаччина |      | 5:1  | 3:0 | 17:0 | 25:01 | 6 |
| 2. Фінляндія      | 1:5  |      | 5:2 | 28:0 | 34:07 | 4 |
| 3. Польща         | 0:3  | 2:5  |     | 8:0  | 10:08 | 2 |
| 4. Італія         | 0:17 | 0:28 | 0:8 |      | 00:53 | 0 |

Група 2
| Збірна       | 1    | 2    | 3   | 4    | ШЗ/ШП | О |
| ------------ | ---- | ---- | --- | ---- | ----- | - |
| 1. СРСР      |      | 3:1  | 5:1 | 12:1 | 20:03 | 6 |
| 2. Швеція    | 1:3  |      | 6:2 | 10:1 | 17:06 | 4 |
| 3. Швейцарія | 1:5  | 2:6  |     | 6:5  | 09:16 | 2 |
| 4. ФРН       | 1:12 | 1:10 | 5:6 |      | 07:28 | 0 |

### Фінальний раунд
Чемпіонська група
| Збірна            | 1     | 2     | 3     | 4     | ШЗ/ШП | О |
| ----------------- | ----- | ----- | ----- | ----- | ----- | - |
| 1. Чехословаччина |       | (5:1) | 5:4   | 3:2   | 13:07 | 6 |
| 2. Фінляндія      | (1:5) |       | 3:1   | 8:0   | 12:06 | 4 |
| 3. СРСР           | 4:5   | 1:3   |       | (3:1) | 08:09 | 2 |
| 4. Швеція         | 2:3   | 0:8   | (1:3) |       | 03:14 | 0 |

Втішний раунд
| Збірна       | 1     | 2     | 3     | 4     | ШЗ/ШП | О |
| ------------ | ----- | ----- | ----- | ----- | ----- | - |
| 1. Польща    |       | 5:3   | 4:1   | (8:0) | 17:04 | 6 |
| 2. Швейцарія | 3:5   |       | (6:5) | 9:0   | 18:10 | 4 |
| 3. ФРН       | 1:4   | (5:6) |       | 6:0   | 12:10 | 2 |
| 4. Італія    | (0:8) | 0:9   | 0:6   |       | 00:23 | 0 |

Італія вибула до Групи «В».

### Призи та нагороди чемпіонату
| Нагорода            | Гравець        | Збірна         |
| ------------------- | -------------- | -------------- |
| Найкращий бомбардир | Юсе Пеккала    | Фінляндія      |
| Найкращий воротар   | Павел Лукашка  | Польща         |
| Найкращий захисник  | Тімо Блумквіст | Фінляндія      |
| Найкращий нападник  | Ян Людвіг      | Чехословаччина |

## Група В
Матчі пройшли 4 — 8 березня 1979 в румунському місті Меркуря-Чук.

### Попередній раунд
Група 1
| Збірна       | 1   | 2   | 3   | 4   | ШЗ/ШП | О |
| ------------ | --- | --- | --- | --- | ----- | - |
| 1. Норвегія  |     | 7:0 | 4:1 | 5:1 | 16:02 | 6 |
| 2. Югославія | 0:7 |     | 5:2 | 6:3 | 11:12 | 4 |
| 3. Угорщина  | 1:4 | 2:5 |     | 8:8 | 11:17 | 1 |
| 4. Австрія   | 1:5 | 3:6 | 8:8 |     | 12:19 | 1 |

Група 2
| Збірна        | 1    | 2   | 3   | 4    | ШЗ/ШП | О |
| ------------- | ---- | --- | --- | ---- | ----- | - |
| 1. Румунія    |      | 5:1 | 9:2 | 12:1 | 26:04 | 6 |
| 2. Франція    | 1:5  |     | 4:1 | 6:1  | 11:07 | 4 |
| 3. Нідерланди | 2:9  | 1:4 |     | 8:2  | 11:17 | 2 |
| 4. Данія      | 1:12 | 1:6 | 2:8 |      | 04:26 | 0 |

### Стикові матчі
| 7-е місце | Австрія    | 7:1 (2:0, 1:0, 4:0) | Данія    |  |
| 5-е місце | Нідерланди | 8:4 (4:0, 3:2, 1:2) | Угорщина |  |
| 3-є місце | Югославія  | 5:4 (0:2, 4:2, 1:0) | Франція  |  |
| Фінал     | Норвегія   | 5:3 (2:1, 1:0, 2:2) | Румунія  |  |

Норвегія підвищилась до Групи «А», Данія вибула до Групи «C».

## Група C
Матчі проходили в Софії (Болгарія) 1 — 6 березня 1979.
| Збірна             | 1        | 2        | 3        | ШЗ/ШП | О |
| ------------------ | -------- | -------- | -------- | ----- | - |
| 1. Болгарія        |          | 12:3 6:2 | 10:0 5:1 | 33:06 | 8 |
| 2. Іспанія         | 3:12 2:6 |          | 5:4 6:1  | 16:23 | 4 |
| 3. Велика Британія | 0:10 1:5 | 4:5 1:6  |          | 06:26 | 0 |

Болгарія підвищилась до Групи «В».